# Aleksandr Manukovskiy
Aleksandr Aleksandrovich Manukovskiy (tiếng Nga: Александр Александрович Мануковский; sinh ngày 11 tháng 7 năm 1985) là một cầu thủ bóng đá người Nga. Anh thi đấu cho FC Fakel Voronezh.